# Елиезер Калев
Елиезер Моше Калев е пловдивски еврейски търговец и банкер. Оказва помощ на българското национално освободително движение.

## Жизнен път
Роден е през 1815 г. в Пловдив. Занимава се с банкерство. Член е на областния съвет и на търговския съд в Пловдив по време на османската власт. Има голямо влияние сред турските власти, най-вече сред бейовете и гражданството. Най-голямата негова заслуга е, че след Априлското въстание спасява много българи от обесване, използвайки голямото си влияние.
Умира през 1889 г. в Пловдив.

## Почит
За добрите му дела към Пловдив и българите, през 1910 г. при управлението на Иван Кисяков, Общината именува улица на името на Елиезер Калев – същата, на която се намира родната му къща в квартал „Орта Мезар“. Впоследствие родната му къща е съборена.

## Наследници
Елиезер Калев е баща на Донуча Калев (18? – 1938/1942). Тя се омъжва за Исак Соломон Паси (18? – 1915), пловдивски търговец. Имат трима сина – Нисим (1878/80 – 1925/35), Елиезер (1882 – 1971) и Соломон (2 декември 1888 – 1 септември 1958). Елиезер и Нисим са представители на първите шевни машини „Зингер“ в България. Третият син Соломон Исак Паси е виден пловдивски адвокат, общественик и испански вицеконсул в Пловдив. Баща е на професор Исак Паси и дядо на Соломон Паси – математик и външен министър на България (2001 – 2005).